# Bonamia alatisemina
Bonamia alatisemina är en vindeväxtart som beskrevs av R.W. Johnson. Bonamia alatisemina ingår i släktet Bonamia och familjen vindeväxter. Inga underarter finns listade i Catalogue of Life.